# 河野圭
河野 圭（かわの けい、1970年11月11日 - ）は、日本の音楽プロデューサー、作曲家、編曲家、キーボーディスト。東京都出身。父は作曲家の河野土洋。シュノーケルのサポートメンバー

## 人物
大学在学中より、キーボーディスト、編曲家として活動を開始。デビュー当初から関わった宇多田ヒカルを始め、EXILE、絢香、大黒摩季、今井美樹など様々なアーティストやバンドの楽曲編曲やサウンド・プロデュースを手掛け、のちに楽曲提供も行うようになる。R&B、ポップ、バラード、ロックからクラシカルなフルオーケストラやストリングス・アレンジまで、幅広いジャンルをカバーする。サポート・メンバーとして数多くのライブやレコーディングに参加し、森山直太朗のツアーバンドではバンドマスターを務める。
現在は2017年末に逝去した父の後任で『サザエさん』の劇伴を担当。父の生前は父絡みの仕事は請けないとしながらもこのような形での引き継ぎは感慨深いとしている。
好きな食べ物は麻婆豆腐、ラーメン、カレー、ラムネ。嫌いな食べ物はキュウリとマヨネーズのため、サンドイッチが食べられない。

## 主な仕事

### 楽曲提供・プロデュース
- I Don't Like Mondays.
- 藍坊主
- IU
- ACIDMAN
- 阿部芙蓉美
- 阿部真央
- AMADORI
- 絢香
- alan
- THE ALFEE
- Anly
- 伊東歌詞太郎
- 今井美樹
- WEAVER
- 上原多香子
- 宇多田ヒカル
- vlidge
- ACE COLLECTION
- EXILE
- LGMonkees
- エレファントカシマシ
- 演劇集団キャラメルボックス
- 大黒摩季
- 大原櫻子
- 小谷美紗子
- Kagrra
- 片岡大志
- 辛島美登里
- 川江美奈子
- 熊木杏里
- 黒沼英之
- K
- CORE OF SOUL
- 郷ひろみ
- コブクロ
- Something ELse
- the generous
- 島谷ひとみ
- jamzvillage
- JUNO
- シュノーケル
- JULIE with THE WILD ONES
- JYONGRI
- Syrup 16g
- Skoop On Somebody
- SCRIPT
- 鈴木雅之
- 鈴木結女
- SPYAIR
- SMAP
- 清家千晶
- SEX MACHINEGUN
- Sowelu
- Zoey
- sona
- Da-iCE
- 竹澤汀
- 玉手ゆういち
- Chage
- TiA
- TK from 凛として時雨
- Tina
- drug store cowboy
- 東雲 DONG WOON from BEAST
- 長渕剛
- 中森明菜
- nangi
- ねごと
- NOKKO
- ハク。
- 秦基博
- PASSPO
- back number
- 伴都美子
- 樋口了一
- 平原綾香
- 平松愛理
- 広瀬香美
- 藤巻亮太
- BRADIO
- PERIDOTS
- BoA
- 星井七瀬
- 布袋寅泰
- myco
- MIO
- misono
- 松村北斗「ガラス花」（編曲）[5]
- 宮脇詩音
- MOON CHILD
- 村岸カンナ
- MEILIN
- メレンゲ
- melody.
- 森恵
- 森山直太朗
- 矢井田瞳
- YOGURT-pooh
- RADWIMPS
- ラナhanakoマキサック
- LOVE
- LUVandSOUL
- Lyrico
- ROOT FIVE
- RUMI
- redballoon
- LONELY↑D
- wyolica

### レコーディング&ライブ・サポート
- アイナ・ジ・エンド
- IU
- 阿部芙蓉美
- 絢香
- alan
- 伊藤由奈
- 今井美樹
- 宇多田ヒカル
- vlidge
- EXILE
- エレファントカシマシ
- 大貫妙子
- 岡野昭仁
- Kagrra
- 片岡大志
- 川江美奈子
- 川嶋あい
- 桐嶋ノドカ
- 熊木杏里
- 黒沼英之
- CODE-V
- KOKIA
- コブクロ
- ササキオサム
- jamzvillage
- シュノーケル
- スキマスイッチ
- SCRIPT
- SPYAIR
- SOUL'd OUT
- 竹澤汀
- 玉手ゆういち
- Chage
- TiA
- drug store cowboy
- 中島美嘉
- 長渕剛
- パク・ヨンハ
- 秦基博
- 樋口了一
- 平松愛理
- 藤巻亮太
- PERIDOTS
- 布袋寅泰
- miwa
- MOON CHILD
- melody.
- 森山直太朗
- 矢井田瞳
- 安田レイ
- RADWIMPS
- LOVE